# Zebra (entreprise)
Pour les articles homonymes, voir Zebra.
Zebra Co., Ltd. (ゼブラ株式会社, Zebura Kabusihiki Kaisha) est un fabricant japonais de stylo à bille et d'autres articles de papeterie fondée en 1897 par Tokumatsu Ishikawa. Basée à Tokyo, elle est l'un des trois grands fabricants de stylos au Japon, avec Uni-ball et Pilot.

## Histoire
En 1897, Tokumatsu Ishikawa réussit à développer la première plume de stylo en métal au Japon, avec l'aide de son ingénieur Senzō Matsuzaki (松崎 仙蔵). Il fonde alors l'entreprise Ishikawa Pen-saki Seisakusho (石川ペン先製作所),. En 1914, Ishikawa Pen introduit sa marque Zebra, avec un logo représentant un zèbre. En 1957, Ishikawa Pen débute le développement d'un premier stylo à bille, pour remplacer sa gamme de stylos-plume. Le modèle No. 5911 sort alors en 1959.
En 1963, date de décès du premier président Tokumatsu, Ishikawa Pen est renommé Zebra,. En 1976, Zebra lance sa gamme de marqueurs Hi-Mckee (ハイマッキー, Hai-Makkī). En 1977, Zebra lance Sharbo.
En 1981, l'entreprise est la première au monde à avoir un système empêchant l'encre de refouler. En 1982, la branche américaine ouvre. La technologie, appelée Twin Ball System, est adoptée sur leur gamme DX Hard. En 1996, l'ancien président de l'entreprise, Hideaki Ishikawa (石川 秀明), reçoit l'Ordre du Trésor sacré, 4e classe.
En 2014, leur portemine Delguard est le premier au monde à être incassable. En 2018, est lancée la ligne de stylos à bille Blen, dont les mouvements de la bille sont réduits. En janvier 2022, Shin'ichi Ishikawa devient président.

## Produits
La gamme Sharbo (シャーボ, Shābo) est un modèle de stylo multifonctions agissant aussi comme portemine. La version X est sortie en 2006. Hi-Mckee est leur marque de stylo-feutre et de marqueur permanent. En 2014 est lancée une nouvelle version de Mckee, qui permet l'effacement par l'eau et l'écriture sur différentes surfaces. Un Hi-Mckee grandeur nature présenté par Zebra remporte le Record Guinness du plus grand marqueur au monde en 2017.

Produits Zebra
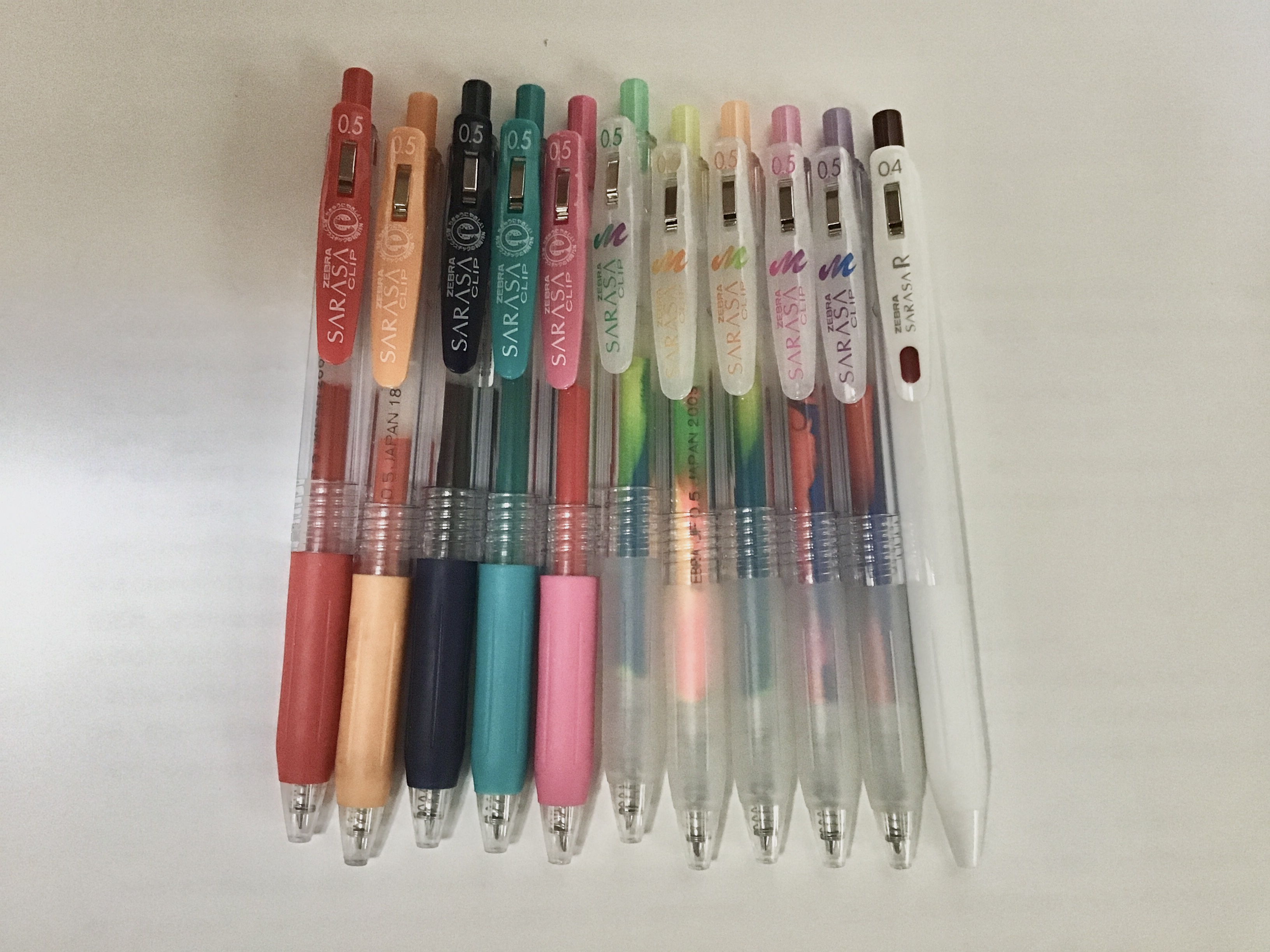
SARASA.
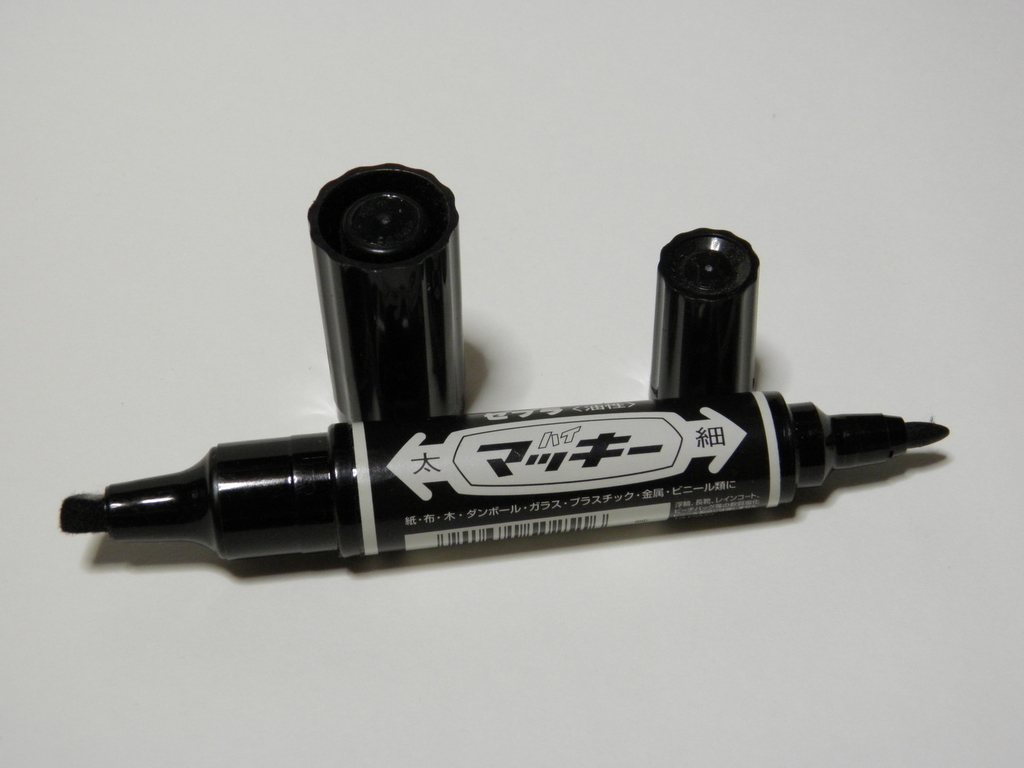
Hi-Mckee.
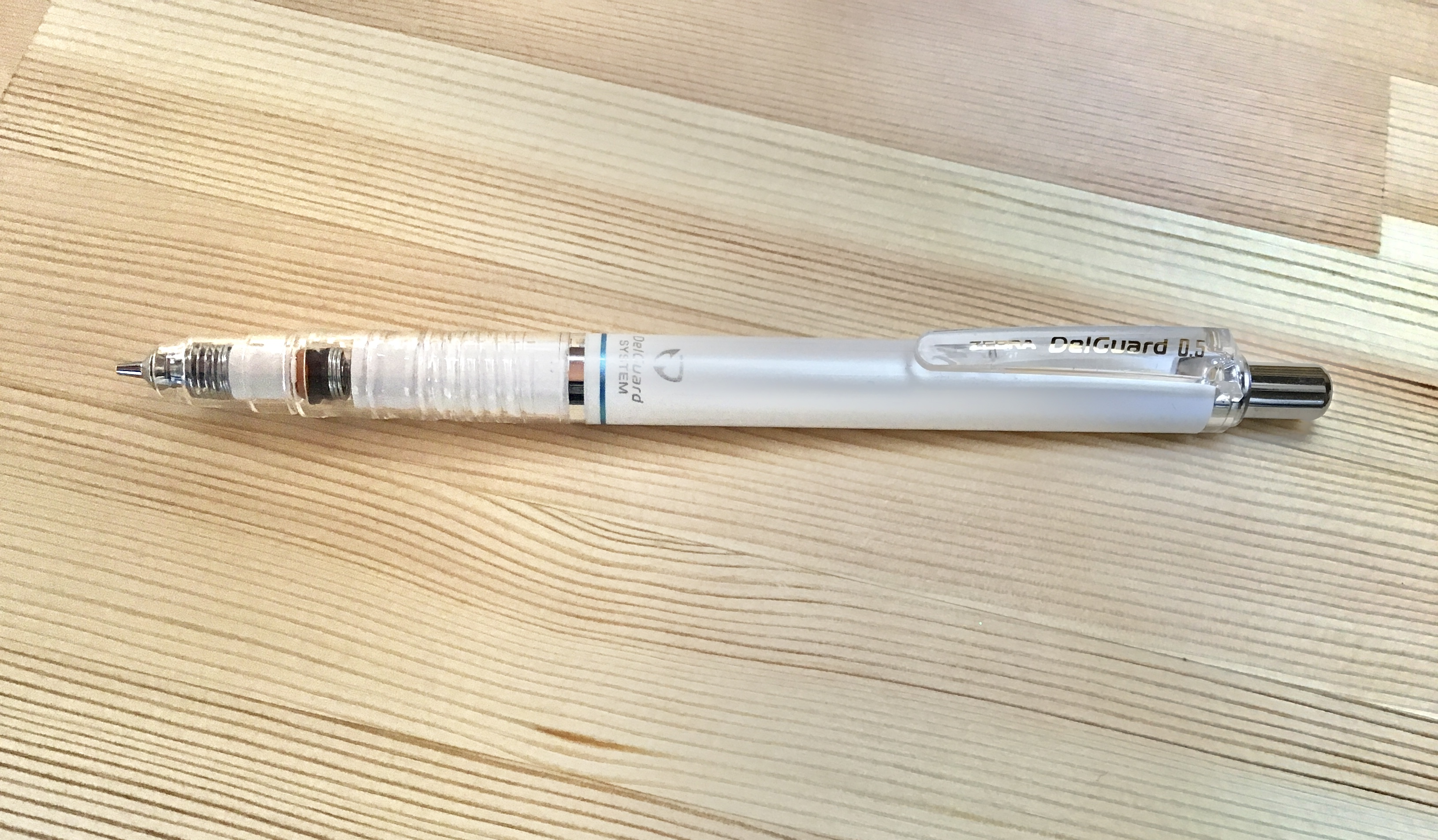
DelGuard.
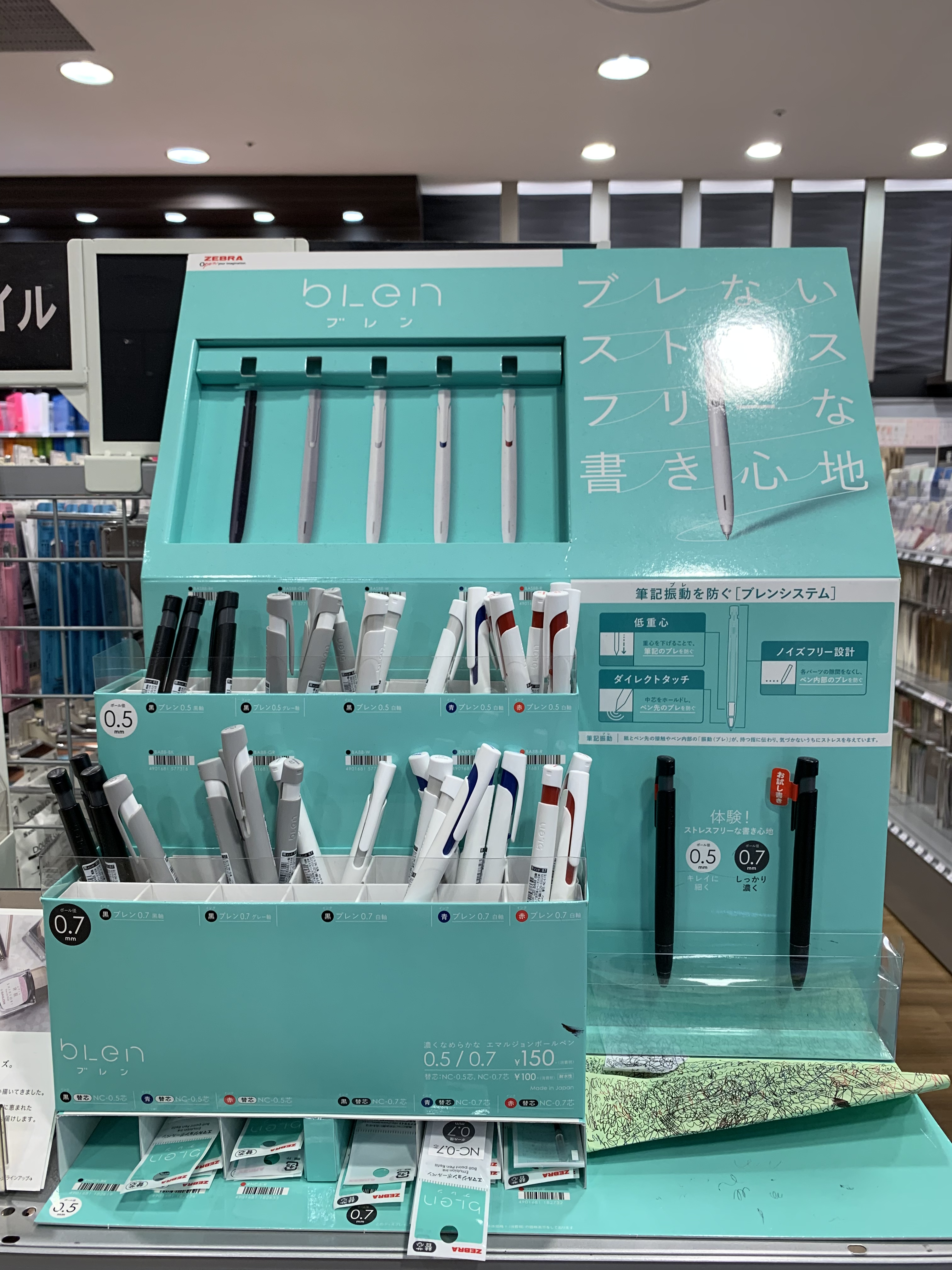
Blen.
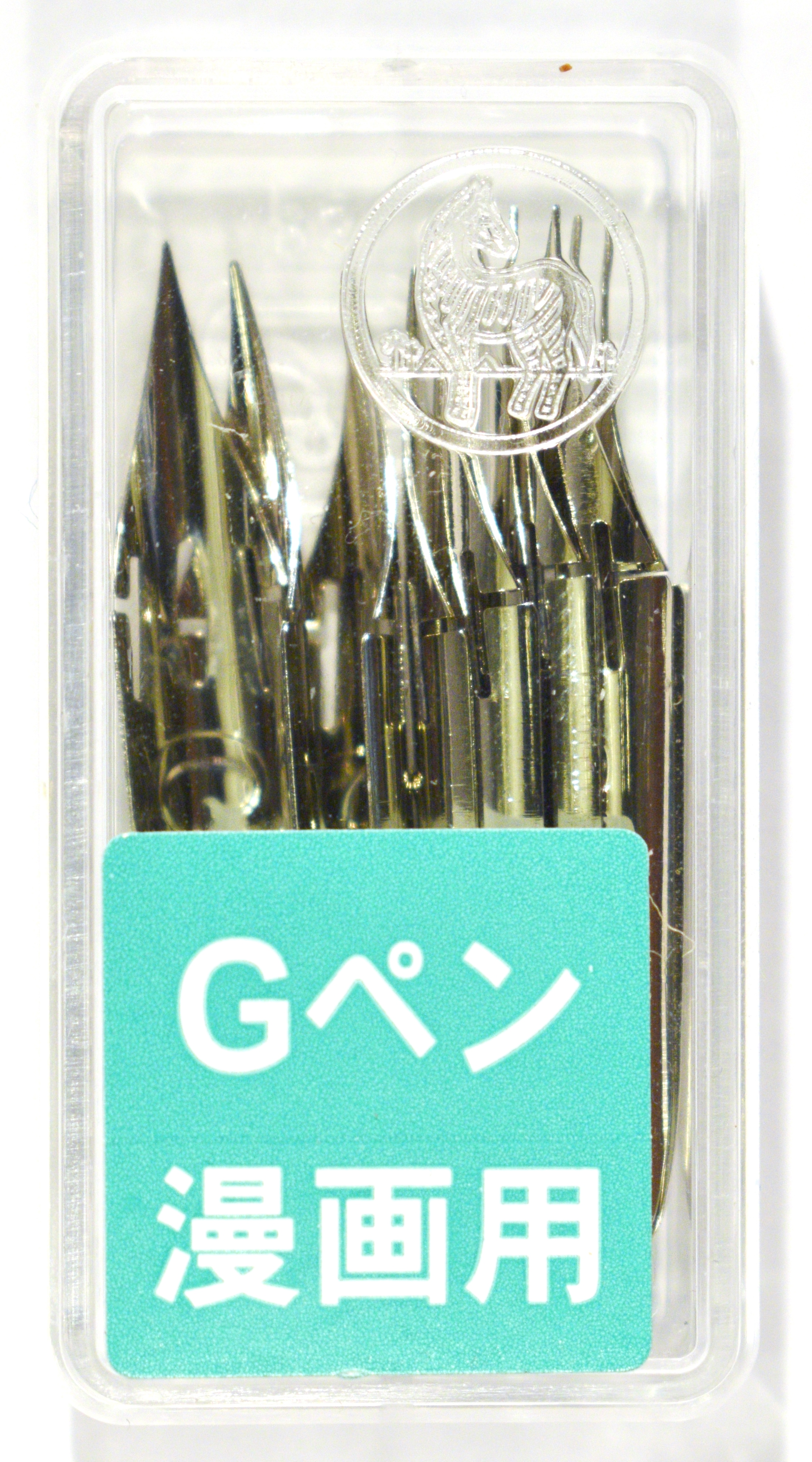
G-Pen.

## Production
Zebra a des usines de production au Japon, au Mexique et en Indonésie. La seule usine au Japon est celle de Nogi, dans la préfecture de Tochigi, qui produit des stylos à bille et des marqueurs pour le Japon et l'international. L'usine de Nogi est reconstruite en mars 2023.

## Marchés
Zebra a une division aux États-Unis, au Canada, au Mexique, au Royaume-Uni, en Hongrie et en Chine, sous le nom de Banma Trading (斑馬貿易), à Shenzhen.

## Publicité
Son slogan au début des années 1990 est ゼブラゾーンをわたりましょう。(Zeburazōn o watarimashou, littéralement traversons dans la zone zébrée (en)). De 1999 à 2005, c'est This is a Pen (en français, ceci est un crayon), puis depuis 2006, Open your imagination (en français, ouvrez votre imagination), avec l'accent sur pen, qui signifie stylo en anglais.
Les personnalités publiques Asei Kobayashi (en), Senichi Hoshino (en), Becky et Tetsurō Degawa (en) ont tous été partenaires publicitaires pour Zebra.